# To Be Heroine
To Be Heroine (TO BE HEROINE, chinois simplifié : 凸变英雄LEAF ; pinyin : Tū biàn yīngxióng Leaf) est une série d'animation sino-japonaise produite par Haoliners Animation League et Studio LAN. Il s'agit d'une série dérivée présentée comme la seconde saison de l'anime To Be Hero, produite par les mêmes studios d'animation.
En Chine, la série est diffusée en ligne sur le site de partage de vidéos bilibili entre le 14 avril et le 7 juillet 2018 tandis qu'au Japon, elle est diffusée sur Tokyo MX entre le 19 mai et le 7 juillet 2018. Crunchyroll détient les droits de diffusion en streaming de la série  dans le monde entier, excepté en Asie,. La version internationale de la série diffère de celle en chinois car des changements ont été faits pour que les épisodes correspondent au créneau de la télévision japonaise.

## Synopsis
Hua (version chinoise)/Futaba (version japonaise), une jeune élève chinoise en passe de devenir adulte, va devoir choisir son université. Ce qu'elle aimerait surtout c'est être dans un autre monde. Sur le point de quitter la maison, elle se retrouve soudainement dans un monde incroyable. Apparaissant devant elle, un garçon ne portant qu'un caleçon en or lui dit qu'elle est l'héroïne qu'il a invoqué pour sauver ce monde. Avant même qu'elle ne puisse saisir la situation, elle est attaquée par un autre enfant en slip décrit par le premier comme un assassin d'un groupe mafieux qui le poursuivait.

## Personnages
Hua Yuye (chinois simplifié : 花语叶 ; pinyin : Huā Yǔyè) / Futaba Hanaya (花屋 二葉, Hanaya Futaba)
Voix chinoise : Mie Mie / Voix japonaise : Moa Tsukino
L'héroïne de l'histoire.
Sha Xiaoguang (chinois simplifié : 沙小光 ; pinyin : Shā Xiǎoguāng) / Hikaru Isago (沙 光, Isago Hikaru)
Voix chinoise : Ding Dang / Voix japonaise : Motoko Kumai
Le pitre de service.
Liang Chao (chinois simplifié : 梁超 ; pinyin : Liáng Chāo) / Tôru Utsubari (梁 超, Utsubari Tōru)
Voix chinoise : Liu Mingyue / Voix japonaise : Omi Minami
Il est surnommé « Super Tonton » (超おじ, Chō oji, chinois simplifié : 超叔 ; pinyin : Chāoshū).
Jiang Chenmin (chinois simplifié : 姜辰敏 ; pinyin : Jiāng Chénmǐn)
Voix chinoise : Shan Xin / Voix japonaise : Junko Minagawa
Elle préfère que l'on l'appelle Min (ミンちゃん, Min-chan, chinois simplifié : 小敏 ; pinyin : Xiǎomǐn). Elle est l'héroïne de la première saison To Be Hero.

## Liste des épisodes

### Version chinoise
| No | Titre en français            | Titre original                                                                                   | Date de 1re diffusion |
| -- | ---------------------------- | ------------------------------------------------------------------------------------------------ | --------------------- |
| 1  | Pas de traduction officielle | 一脱成神 Yī tuō chéng shén (Un dieu)                                                             | 14 avril 2018         |
| 2  | Pas de traduction officielle | 东南西北皆“兄弟” Dōngnán xīběi jiē “xiōngdì” (L'Est, le Sud, l'Ouest et le Nord sont « frères ») | 21 avril 2018         |
| 3  | Pas de traduction officielle | 一发消魂！ Yī fà xiāohún! (Un esprit apaisé !)                                                   | 28 avril 2018         |
| 4  | Pas de traduction officielle | 被保存的时间 Bèi bǎocún de shíjiān (Gain de temps)                                               | 5 mai 2018            |
| 5  | Pas de traduction officielle | 动摇的初心 Dòngyáo de chūxīn (Un début d'intention hésitant)                                     | 12 mai 2018           |
| 6  | Pas de traduction officielle | 消失的光 Xiāoshī de guāng (Une lumière disparaissante)                                           | 19 mai 2018           |
| 7  | Pas de traduction officielle | 从心开始 Cóng xīn kāishǐ (Commençant avec le cœur)                                               | 26 mai 2018           |
| 8  | Pas de traduction officielle | 十年前（上） Shí nián qián (Shàng) (Il y a dix ans, 1re partie)                                  | 16 juin 2018          |
| 9  | Pas de traduction officielle | 十年前（下） Shí nián qián (Xià) (Il y a dix ans, 2de partie)                                    | 16 juin 2018          |
| 10 | Pas de traduction officielle | 父之所爱 Fǔ zhī suǒ ài (L'Amour du père)                                                         | 23 juin 2018          |
| 11 | Pas de traduction officielle | 等待黎明 Děngdài límíng (En attendant l'aube)                                                    | 30 juin 2018          |
| 12 | Pas de traduction officielle | 破晓之光！ Pòxiǎo zhī guāng! (La Lumière de l'aube!)                                             | 7 juillet 2018        |

### Version japonaise
| No | Titre français             | Titre japonais         | Titre japonais                  | Date de 1re diffusion |
| No | Titre français             | Kanji                  | Rōmaji                          | Date de 1re diffusion |
| --- | -------------------------- | ---------------------- | ------------------------------- | --------------------- |
| 1 | Le Maître de l’autre monde | 異世界の住人           | Isekai no jūnin                 | 19 mai 2018           |
| Note : Cet épisode reprend en grande partie celui de la version chinoise.                                                             |                            |                        |                                 |                       |
| 2 | La Formule magique         | 魔法の言葉             | Mahō no kotoba                  | 26 mai 2018           |
| Note : Cet épisode compile les épisodes 2 et 3 de la version chinoise.                                                                |                            |                        |                                 |                       |
| 3 | Trahison et loyauté        | 信義と裏切り           | Shingi to uragiri               | 2 juin 2018           |
| Note : Cet épisode compile les épisodes 4 et 5 de la version chinoise.                                                                |                            |                        |                                 |                       |
| 4 | Le Monde disparu           | 消えた世界             | Kieta sekai                     | 9 juin 2018           |
| Note : Cet épisode compile les épisodes 6 et 7 de la version chinoise.                                                                |                            |                        |                                 |                       |
| 4.5 | Épisode spécial            | TO BE HEROINE 特別編   | To Be Heroine Tokubetsu-hen     | 16 juin 2018          |
| Épisode spécial avec du contenu provenant des producteurs chinois et des fans ainsi que des interviews des seiyū chinois et japonais. |                            |                        |                                 |                       |
| 5 | L'Attaque des Ténèbres     | 闇の襲来               | Yami no shūrai                  | 23 juin 2018          |
| Note : Cet épisode compile les épisodes 8 et 9 de la version chinoise.                                                                |                            |                        |                                 |                       |
| 6 | La Bataille                | 寡戦                   | Kasen                           | 30 juin 2018          |
| Note : Cet épisode compile les épisodes 10 et 11 de la version chinoise.                                                              |                            |                        |                                 |                       |
| 7 | Ce que tu m'as offert      | あなたが私にくれたもの | Anata ga watashi ni kureta mono | 7 juillet 2018        |
| Note : Cet épisode reprend en grande partie l'épisode 12 de la version chinoise.                                                      |                            |                        |                                 |                       |

## Musiques
| Version                   | Début                                      | Début                                                                                         | Fin                                      | Fin                                                                                    |
| Version                   | Titre                                      | Artiste(s)                                                                                    | Titre                                    | Artiste(s)                                                                             |
| ------------------------- | ------------------------------------------ | --------------------------------------------------------------------------------------------- | ---------------------------------------- | -------------------------------------------------------------------------------------- |
| Chinoise                  | Tian wei qishui(甜味汽水, Tián wèi qìshuǐ) | dracena (paroles)Li Jiajie “katsu” (composition & arrangement)Huopao (Mixage)Yue Bo (chant)   | Wendu shouheng(温度守恒, Wēndù shǒuhéng) | Kazuyo Lin (auteure)Trebor_TTTTT (mixage)                                              |
| Japonaise(Internationale) | Ray                                        | Hirachi Kōji (paroles & arrangement)Sakiel Kiriya & Konnie Aoki (composition)PassCode (chant) | Koibana Renbo (恋花恋慕)                 | Teruji Yoshizawa (paroles et composition)soundbreakers (arrangement)Re-connect (chant) |